# Тейле, Эллен
Эллен Тейле (род. 9 апреля 1984, Соллефтео, Вестерноррланд) — борец за осведомлённость о представлении женщин в кино. Она была включена в список 100 вдохновляющих и влиятельных женщин со всего мира по версии Би-би-си за 2018 год.

## Жизнь
С 2008 года занималась, вместе с Катей Унеборг, реконструкцией старого кинотеатра в стокгольмском районе Сёдермальм и превращением его в цифровой кинотеатр Bio Rio, в 2011 году открыла в том же районе Bistro Barbro — сочетание бара, бистро и кинотеатра. С 2017 года она генеральный директор медиа-дома Fanzingo.
Кроме того, она основала кампанию A-RATE, которая проводится в десяти странах мира и направлена на продвижение гендерного равенства в киноиндустрии. Они разработали логотип для теста Бекдел Уоллес, которым отмечаются фильмы, в которых две названные женщины разговаривают не о мужчине, а о чём-то другом. Если фильм проходит этот тест, он получает рейтинг А.

## Фильмография
Она вошла в 97 человек, включённых в фильм This Changes Everything (2018).